# Meliboeus rajah
Meliboeus rajah es una especie de escarabajo del género Meliboeus, familia Buprestidae. Fue descrita científicamente por Obenberger en 1944.